# Euaugaptilus diminutus
Euaugaptilus diminutus is een eenoogkreeftjessoort uit de familie van de Augaptilidae. De wetenschappelijke naam van de soort is voor het eerst geldig gepubliceerd in 1970 door Park.